# Otis Davis

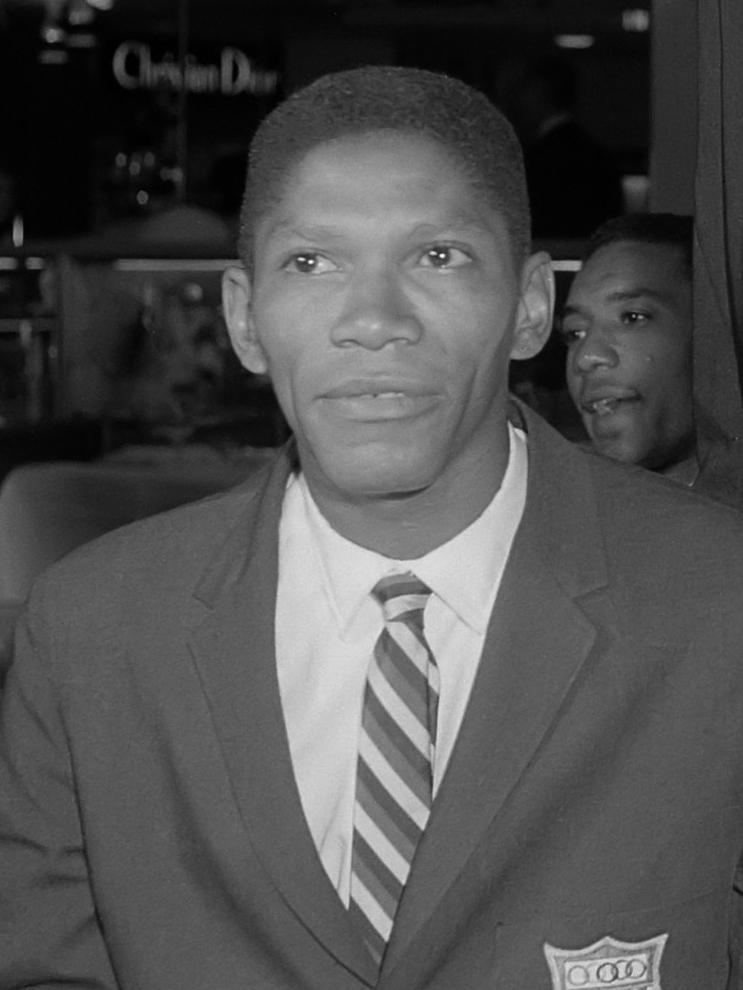
Otis Davis (1960)

Otis Davis (Otis Crandall Davis; * 12. Juli 1932 in Tuscaloosa, Alabama; † 14. September 2024) war ein US-amerikanischer Sprinter und Olympiasieger.

## Leben
Nach der Highschool diente Davis vier Jahre in der U.S. Air Force und wurde im Koreakrieg eingesetzt. Er bekam anschließend ein Leistungssportstipendium an der University of Oregon in Eugene für Basketball. Erst im dritten Studienjahr entdeckte er die Leichtathletik für sich, sprang 1,83 m hoch und 7,00 m weit. Er begann nun auch im Alter von 26 Jahren bei Coach Bill Bowerman mit dem Lauftraining über 200 und 400 Meter. Er lief die 100 Yards in 9,5 s und die 220 Yards in 20,9 s.
Zwei Jahre später war er in Hochform und gewann nach den Amerikanischen Meisterschaften der AAU auch bei den Olympischen Spielen 1960 in Rom die Goldmedaille im 400-Meter-Lauf, vor dem zeitgleichen Deutschen Carl Kaufmann (Silber) und dem Südafrikaner Malcolm Spence (Bronze). Bei diesem Lauf lief er als erster Mensch unter 45 Sekunden und stellte mit 44,9 s einen neuen Weltrekord auf. In der 4-mal-400-Meter-Staffel gewann er zusammen mit seinen Teamkollegen Jack Yerman, Earl Young und Glenn Davis die Mannschaftsgoldmedaille vor den Teams aus Deutschland (Silber) und Britisch Westindien (Bronze). Im selben Jahr beendete er erfolgreich sein Studium mit einem Bachelor in Sport- und Gesundheitserziehung. 1961 verteidigte er seinen amerikanischen Meistertitel über 440 Yards, musste dann jedoch seine sportliche Karriere beenden, obwohl sein Versuch, in der NFL Wide Receiver zu werden, scheiterte, er jedoch hiermit auf seine Amateureigenschaft verzichten musste. Er arbeitete daraufhin als Sportlehrer/Trainer an der Highschool in Springfield (Oregon), ehe er Sportdirektor der Air Force wurde und weltweit zum Einsatz kam. Als er auch dort in den Ruhestand ging, ließ er sich in New Jersey nieder und arbeitete in verschiedenen Ehrenämtern. U. a. war er Präsident der Tri-States Olympic Alumni Association, zu deren Gründern er auch gehörte. 2004 wurde er in die National Track and Field Hall of Fame aufgenommen.
Otis Davis starb am 14. September 2024 im Alter von 92 Jahren.